# 永安水库 (黄梅县)
永安水库是中国湖北省黄冈市黄梅县境内的一座水库，位于太白湖水系华阳河下游，建于1965年。水库正常库容为4757万立方米，集雨面积为64.5平方千米，海拔为58米。